# Oliver G. Opitz
Oliver G. Opitz (* 25. Juni 1968 in Saarbrücken) ist ein deutscher Onkologe, Telemediziner und Hochschullehrer.

## Leben
Nach Promotion und Assistentenzeit an der Albert-Ludwigs-Universität Freiburg trat Opitz Fellowships an der Harvard Medical School, Boston, und der University of Pennsylvania, Philadelphia, an. Er habilitierte sich 2003 an der Albert-Ludwigs-Universität Freiburg für Innere Medizin und wurde 2006 Direktor des Tumorzentrums Ludwig Heilmeyer – Comprehensive Cancer Center Freiburg, eines der ersten von der Deutschen Krebshilfe designierten Comprehensive Cancer Center in Deutschland (neben Köln/Bonn, Dresden, Tübingen und Heidelberg). Im Laufe der Jahre fungierte er als verantwortlicher Antragsteller in zahlreichen erfolgreichen Verbundantragsverfahren, wie dem Zentrum für Translationale Zellforschung oder dem kürzlich etablierten Deutschen Konsortium für Translationale Krebsforschung und als Reviewer für zahlreiche Forschungsförderinstitutionen sowie internationale Fachzeitschriften und ist seit 2010 im Editorial-Board von Gastroenterology. Er ist Fellow der American Gastroenterological Association. 
Seit 2014 ist Opitz Leiter des Heinrich-Lanz-Zentrums für Digitale Gesundheit der Universitätsmedizin Mannheim an der Medizinischen Fakultät Mannheim der Ruprecht-Karls-Universität Heidelberg. Im August 2018 übernahm er die Leitung der Koordinierungsstelle Telemedizin Baden-Württemberg. 